# Elle (film)
Elle (dosł. tłum. „Ona” lub „Jej”) – francusko-niemiecko-belgijski psychologiczny dreszczowiec z 2016 roku w reżyserii Paula Verhoevena. Adaptacja powieści „Oh...” pióra Philippe’a Djiana, którą przerobił na scenariusz David Birke. Zdjęcia kręcono w Paryżu, Saint-Germain-en-Laye oraz w więzieniu we Fresnes (Dolina Marny).
Główną rolę w filmie zagrała francuska aktorka Isabelle Huppert, wcielająca się w postać bizneswoman Michèle Leblanc, która w pierwszych scenach filmu zostaje brutalnie zgwałcona przez nieznanego napastnika. Za swoją rolę, aktorka została po raz pierwszy w karierze nominowana do Oscara za najlepszą rolę pierwszoplanową.
Światowa premiera filmu miała miejsce 21 maja 2016 r., podczas 69. Międzynarodowego Festiwalu Filmowego w Cannes, gdzie film prezentowany był w Konkursie Głównym. Następnie obraz prezentowany był na międzynarodowych festiwalach filmowych m.in. w Toronto i San Sebastián.
W Polsce film dytrybuowany wraz z dniem 27 stycznia 2017 roku.

## Obsada
- Isabelle Huppert jako Michèle Leblanc
- Christian Berkel jako Robert
- Anne Consigny(inne języki) jako Anna
- Virginie Efira jako Rebecca, żona Patricka
- Laurent Lafitte jako Patrick, sąsiad Michèle
- Charles Berling jako Richard
- Alice Isaaz(inne języki) jako Josie
- Judith Magre jako Irène Leblanc, matka Michèle
- Vimala Pons jako Hélène
- Jonas Bloquet jako Vincent, syn Michèle
- Lucas Prisor jako Kurt, współpracownik Michèle
- Raphaël Lenglet jako Ralph

i inni

## Nagrody i nominacje
69. Międzynarodowy Festiwal Filmowy w Cannes
- nominacja: Złota Palma − Paul Verhoeven

89. ceremonia wręczenia Oscarów
- nominacja: najlepsza aktorka pierwszoplanowa − Isabelle Huppert

74. ceremonia wręczenia Złotych Globów
- nagroda: najlepszy film nieanglojęzyczny (Francja)
- nagroda: najlepsza aktorka w filmie dramatycznym − Isabelle Huppert

42. ceremonia wręczenia Cezarów
- nagroda: najlepszy film − Paul Verhoeven, Saïd Ben Saïd i Michel Merkt
- nagroda: najlepsza aktorka − Isabelle Huppert
- nominacja: najlepsza reżyseria − Paul Verhoeven
- nominacja: najlepszy scenariusz adaptowany − David Birke
- nominacja: najlepsza aktorka drugoplanowa − Anne Consigny
- nominacja: najlepszy aktor drugoplanowy − Laurent Lafitte
- nominacja: najlepszy debiut aktorski − Jonas Bloquet
- nominacja: najlepsza muzyka − Anne Dudley
- nominacja: najlepsze zdjęcia − Stéphane Fontaine
- nominacja: najlepszy montaż − Job ter Burg
- nominacja: najlepszy dźwięk − Jean-Paul Mugel, Alexis Place, Cyril Holtz i Damien Lazzerini

29. ceremonia wręczenia Europejskich Nagród Filmowych
- nominacja: Najlepszy Europejski Film − Paul Verhoeven, Saïd Ben Saïd i Michel Merkt
- nominacja: Najlepszy Europejski Reżyser − Paul Verhoeven
- nominacja: Najlepsza Europejska Aktorka − Isabelle Huppert

31. ceremonia wręczenia nagród Goya
- nagroda: najlepszy film europejski − Paul Verhoeven

32. ceremonia wręczenia Independent Spirit Awards
- nominacja: najlepsza główna rola żeńska − Isabelle Huppert

21. ceremonia wręczenia Satelitów
- nagroda: najlepsza aktorka filmowa − Isabelle Huppert
- nominacja: najlepszy film zagraniczny (Francja)